# Laura García Lorca
Pour les articles homonymes, voir García Lorca (homonymie).
Laura García Lorca, née en 1953 à New York, est la dirigeante de la Huerta de San Vicente, maison-musée consacrée à la mémoire du poète Federico García Lorca, à Grenade, en Andalousie.

## Biographie
Elle est la fille de l'universitaire Laura de los Ríos Giner (1913-1981) et du diplomate Francisco García Lorca (1902-1976), tous deux exilés aux États-Unis pendant la Guerre d'Espagne après l'assassinat de Federico García Lorca par des nationalistes espagnols en 1936.
En 1986, elle a joué dans le film Dragon Rapide de Jaime Camino, dont le sujet est la guerre d'Espagne. 
Elle gère la Huerta de San Vicente, à la suite de sa tante Isabel.
Elle est la dernière héritière du souvenir et des archives de Federico García Lorca, n'hésitant pas à s'opposer aux autorités publiques espagnoles pour préserver le souvenir de son oncle.